# Great Bricett
Great Bricett – wieś w Anglii, w hrabstwie Suffolk, w dystrykcie Mid Suffolk. Leży 14 km na północny zachód od miasta Ipswich i 102 km na północny wschód od Londynu.